# Tasmangletsjer

Van links naar rechts: Muellergletsjer, Hookergletsjer en de Tasmangletsjer terugtrekking van 10 jaar circa 1990 tot 2000

De Tasmangletsjer is een gletsjer op het Zuidereiland in Nieuw-Zeeland.
Hij is 29 kilometer lang en Nieuw-Zeelands langste gletsjer. Hij is 4 kilometer breed en 600 meter diep en ligt in het Nationaal park Aoraki/Mount Cook.
De Tasmangletsjer ligt ten zuiden van Mount Cook. De top ligt slechts vijf kilometer van de gletsjer. De bovenloop bestaat uit met sneeuw bedekte rotsen. Het onderste deel van de gletsjer bestaat uit rotsen. Aan het eind van de gletsjer is het Tasmanmeer.
In de omgeving zijn de Hookergletsjer en de Muellergletsjer. Het water van de gletsjers komt in een brede vallei in de Tasmanrivier en stroomt naar het zuiden in het Pukakimeer. Uiteindelijk mondt het via de Waitakirivier uit in de Stille Oceaan ten noorden van Oamaru.
De gletsjer trekt zich sinds de jaren 1990 gemiddeld ongeveer 180 meter per jaar terug. Tegenwoordig is dat opgelopen tot tussen de 477m en 822m per jaar. Geschat wordt dat de Tasmangletsjer uiteindelijk zal verdwijnen en dat het Tasmanmeer een maximale grootte zal bereiken in de komende 10 à 20 jaar tijd. In 2008 was het Tasmanmeer 7 kilometer lang, 2 kilometer breed en 245m diep.